# Alberich Zwyssig
Alberich Zwyssig, de son vrai nom Joseph Zwyssig, est un compositeur suisse né le 17 novembre 1808 à Bauen (Canton d'Uri) et mort le 18 novembre 1854 à l'Abbaye territoriale de Wettingen-Mehrerau (Empire d'Autriche).

## Biographie
Il entre dans l'ordre cistercien en 1826 et renonce à son véritable prénom pour adopter celui monastique d'Alberich. Il est maître de chapelle (Kapellmeister) pour les monastères de Wettingen, Zug, Wurmbach et Mehrerau.
Son œuvre la plus connue, le Cantique suisse (1841) pour chœur d'hommes a cappella, a bénéficié d'une grande popularité et a été désigné hymne national pro tempore en Suisse en 1961, avant d’être adopté définitivement en 1981.
Il a aussi composé beaucoup de chœurs sacrés et profanes et de la musique d'église avec accompagnement d'orgue.

## Hommages
Un buste en bronze d'Alberich se trouve aujourd'hui devant sa maison natale, à Bauen.

### Dictionnaires et encyclopédies
- Theodore Baker et Alain Pâris (trad. Marie-Stella Pâris), Dictionnaire biographique des musiciens, R. Laffont, 1995 (ISBN 2-221-90103-7, 978-2-221-90103-8 et 2-221-06510-7, OCLC 896013421, lire en ligne)